# Сіді-ель-Гані
Сіді-ель-Гані (араб. سيدي الهاني) — місто в Тунісі у регіоні Сахель. Входить до складу вілаєту Сус. Станом на 2004 рік тут проживало 3 058 осіб.